# سكاي إيطاليا
سكاي إيطاليا هي قناة تلفاز إيطالية رقمية تملكها بي سكاي بي، تأسست في 1 أغسطس 2003 بعد اندماج TELE + وستريم تي في. وهي مشابهة لقناة سكاي التي تبث في بريطانيا وإيرلندا. وهي مملوكة جزئيا من قبل شركة فوكس للقرن 21، تعتبر هذه الشركة من كبرى القنوات الرياضية في إيطاليا.